# Super Manège
 (juin 2012).
Le Super Manège est un parcours de montagnes russes du parc d'attractions La Ronde à Montréal. Il a été conçu par Vekoma en 1981.

## Description
L'attraction est du modèle Corkscrew with Bayerncurve de Vekoma. Actuellement, il en existe 5 au monde. Les deux inversions du parcours sont deux tire-bouchons (Double Corkscrew). 
De 1981 à 1998, la couleur des pylônes est blanche avec des points bleus, les rails sont rouges et les trains sont rouges avec une bande blanche.
De 1999 à 2001, les pylônes sont bleus marine et les rails verts. Les trains sont jaunes avec une bande verte.
En 2002, le manège est à nouveau repeint : rails oranges et pylône bleu-gris. Les trains conservent leurs peintures.
L'été 2019 sera la dernière année du Super Manège. Il est officiellement fermé le 25 août 2019 afin de préparer l'arrivée d'une nouveauté à La Ronde pour 2020.
Lors de sa dernière journée de vie, l'attraction dû être arrêté car l'un des harnais ne se serait pas bloqué correctement, occasionnant un arrêt de sécurité pendant la montée du train. Les passagers durent être évacués du train.